# Monopenchelys acuta
Monopenchelys
Genre
Espèce
Synonymes
- Rabula acuta (Parr, 1930)
- Uropterygius acutus Parr, 1930

Monopenchelys acuta, unique représentant du genre Monopenchelys, est une espèce de poissons marins de la famille des Muraenidae.

## Habitat et répartition
Cette espèce est assez rare, mais semble avoir une aire de distribution circumtropicale puisqu'elle est signalée dans les trois principaux bassins océaniques du monde.
On la trouve dans les récifs coralliens, à des profondeurs de 13 à 45 m.

## Description
Monopenchelys acuta peut mesurer jusqu'à 20,9 cm de longueur totale.